# Aspersor de Feynman

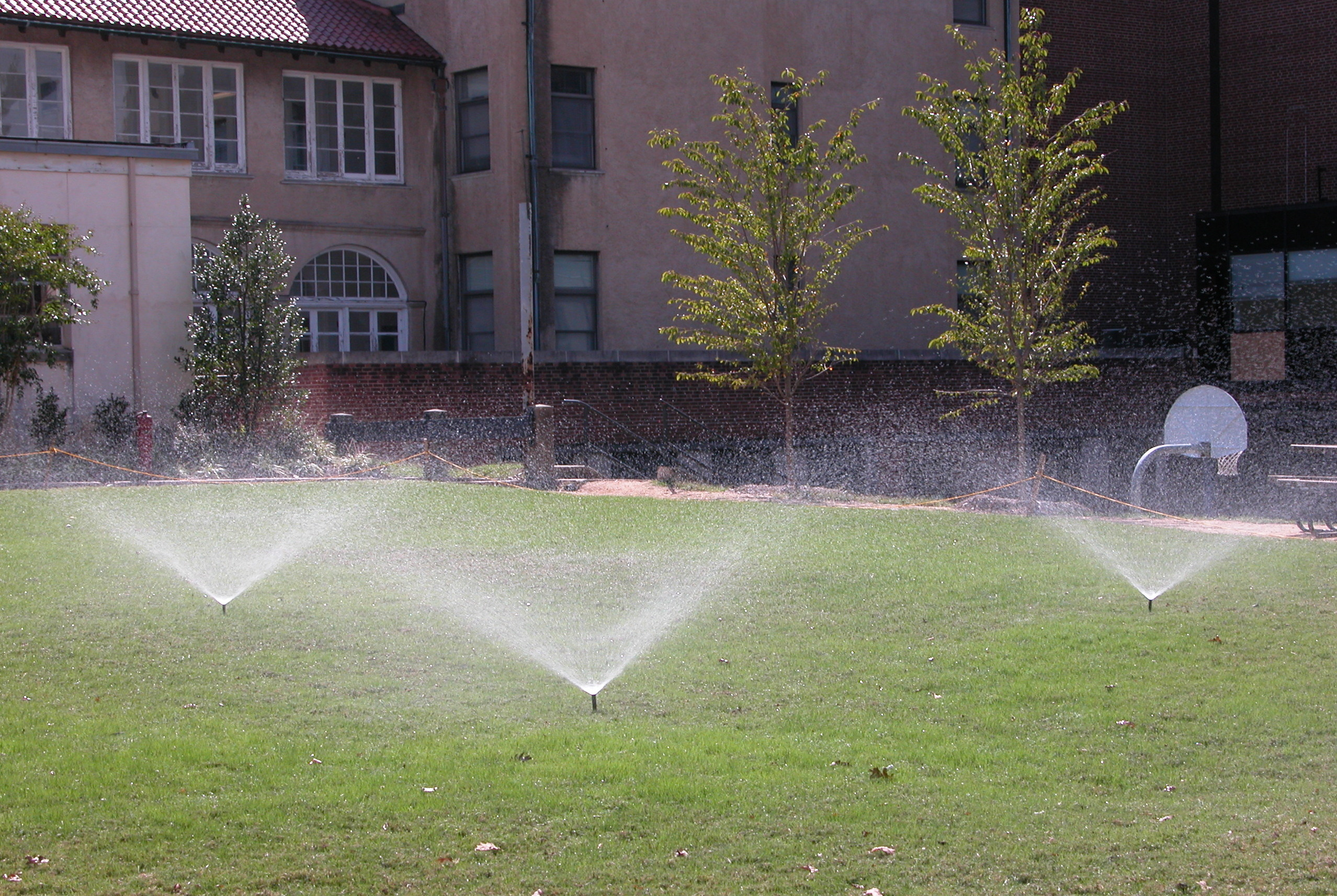
El problema se refiere al sentido que tomará un aspersor «inverso», es decir, sumergido en agua.

El aspersor de Feynman, aspersor inverso de Feynman o más correctamente el aspersor inverso es un conocido experimento mental de física para explicar el funcionamiento de la inversión de un aspersor de jardín típico. Este experimento se relaciona comúnmente con el nombre de Richard Feynman, a pesar de que no planteó el problema originalmente ni dio ninguna solución; solo ayudó a popularizarlo en su libro ¿Está usted de broma, Sr. Feynman? y otros de sus escritos. El problema original apareció en un número de Science of Mechanics de 1893, propuesto por Ernst Mach.

## Explicación
El problema plantea qué sucedería si un aspersor de césped se sumergiera totalmente en agua y esta fuera absorbida a través de él, fluyendo inversamente. Inyectando agua en los extremos del aspersor se provoca un movimiento de rotación, pero los científicos aún no se ponen de acuerdo en si girará en el mismo sentido, en sentido contrario, o no girará.
Se ha debatido mucho la solución del problema. Al parecer, el mismo Feynman lo intentó físicamente, provocando «una pequeña explosión catastrófica». En los últimos años, el experimento se ha realizado en numerosas ocasiones, utilizando el aire como medio en torno al aspersor, demostrando que el «aspersor inverso» gira en sentido contrario al del aire entrante. La Universidad de Maryland también realizó el experimento en un medio acuoso de bajo rozamiento y demostró que el aspersor de hecho gira, aunque muy lentamente, en el sentido opuesto a la entrada del fluido. A pesar de los numerosos experimentos que se han realizado, la comunidad científica aún debate la validez de sus resultados debido a la complejidad de las fuerzas implicadas. Alejandro Jenkins concluye que en un entorno teórico ideal las distintas fuerzas que actúan se anulan mutuamente y resultan en que el aspersor no sufrirá movimiento alguno, si bien experimentalmente en presencia de viscosidad o turbulencia se podrá observar un leve movimiento hacia el agua entrante.